# Agent provocador
Un agent provocador és una persona emprada per la policia o altra entitat per actuar en secret per atreure o provocar a altra a cometre un acte il·legal. De manera més general, el terme pot referir-se a una persona o grup que tracta de desacreditar o danyar a una altra provocant que cometi una mala acció. Com a eina coneguda per prevenir la infiltració d'agents provocadors, els organitzadors de grups de persones grans o controvertits poden implementar i coordinar "delegats" (en anglès també anomenats marshals o stewards).

Un agent provocador pot ser un policia o un agent secret, que encoratja als sospitosos a dur a terme un crim en condicions tal que es puguin obtenir proves, o que suggereix la comissió d'un delicte a un altre, amb l'esperança que hi estiguin d'acord amb el suggeriment i siguin condemnats pel crim. Una organització política o govern pot utilitzar els agents provocadors contra els opositors polítics. Els provocadors tracten d'incitar a l'adversari a realitzar actes contraproduents o ineficaços per fomentar el menyspreu, o per crear un pretext per a l'agressió contra l'oponent. Històricament, els espies de la mà d'obra, contractats per infiltrar, controlar, interrompre o subvertir les activitats sindicals, han utilitzat tàctiques d'agent provocador. Les activitats d'agent provocador suposen temes ètics i legals.